# Tröglitz
Tröglitz is een plaats in de Duitse gemeente Elsteraue, deelstaat Saksen-Anhalt, en telt 2.816 inwoners (2007).
De stad ligt in het zuidelijk deel van Saksen-Anhalt in het oosten van Duitsland en ten westen van de nabijgelegen plaats Leipzig. Tröglitz is gelegen in een economisch sterk gebied. De gemeente Elsteraue heeft zo’n 10.000 inwoners. De stad heeft een historierijke omgeving en is voor veel mensen een zeer aantrekkelijk woongebied.